# Saitis magniceps
Saitis magniceps là một loài nhện trong họ Salticidae.
Loài này thuộc chi Saitis. Saitis magniceps được Eugen von Keyserling miêu tả năm 1882.